# Чернышов, Павел Владимирович
Павел Владимирович Чернышов (бел. Павел Уладзіміравіч Чарнышоў; род. 12 июля 1995, Гомель) — белорусский футболист, полузащитник.

## Клубная карьера
Воспитанник гомельской СДЮШОР-8, а с 2012 года выступал за дубль «Гомеля». С лета 2014 года начал попадать в основной состав команды, в котором дебютировал за него 25 июля 2014 года, выйдя на поле в дополнительное время в кубковом матче против светлогорского «Химика» (2:0). 14 сентября того же года он дебютировал в Высшей лиге, выйдя на 75-й минуте матча против новополоцкого «Нафтана» (1:5). 30 ноября 2014 года впервые вышел в стартовом составе гомельской команды в матче против минского «Динамо» (2:0), где также отметился результативной передачей.
В декабре 2014 года он продлил контракт с «Гомелем» на два года. В сезоне 2015 он зарекомендовал себя в основном составе команды, часто появляясь в стартовом составе. В сезоне 2016 года он помог «Гомелю» выиграть Первую лигу, обычно выходя на замену. Пропустил весь сезон 2017 из-за травмы.
В январе 2018 года перешёл в ЮАС. В январе 2019 года он покинул команду и вскоре перешёл в «Спутник» из Речицы, игроком которого официально стал в феврале. Однако за клуб он сыграл всего четыре матча (2 в чемпионате Беларуси и 2 в Кубке Беларуси), после чего в июле покинул команду.

## Карьера за сборную
Дебютировал в составе молодёжной сборной Беларуси 16 января 2015 года в матче против Туркменистана на Кубке Содружества 2015 в Санкт-Петербурге. В результате он принял участие во всех шести матчах сборной на этом турнире, но в основную сборную после этого не был вызван.

## Статистика
| Сезон | Дивизион | Клуб    | Страна        | Матчи | Голы |
| ----- | -------- | ------- | ------------- | ----- | ---- |
| 2013  | дубль    | Гомель  | Флаг Беларуси | 27    | 0    |
| 2014  | Д1       | Гомель  | Флаг Беларуси | 3     | 0    |
| 2015  | Д1       | Гомель  | Флаг Беларуси | 15    | 0    |
| 2016  | Д1       | Гомель  | Флаг Беларуси | 15    | 2    |
| 2017  | Д1       | Гомель  | Флаг Беларуси | 0     | 0    |
| 2018  | Д2       | ЮАС     | Флаг Беларуси | 19    | 2    |
| 2019  | Д2       | Спутник | Флаг Беларуси | 2     | 0    |

## Достижения

### «Гомель»
- Чемпион Первой лиги Беларуси: 2016